# Jean-Paul Bertrand-Demanes
Jean-Paul Bertrand-Demanes (Casablanca, 13 maggio 1952) è un ex calciatore francese, di ruolo portiere.
È il primatista assoluto di presenze del Nantes e, più in particolare, nelle competizioni calcistiche europee, con 39.

## Carriera

### Club
Iniziò la carriera di calciatore come portiere nella squadra della cittadina di Pauillac in Gironda, e nel 1969 venne ingaggiato dal Nantes, con cui vinse per la prima volta il Campionato francese nella stagione 1972-73, primo campionato in cui giocò da titolare.
Con il Nantes vinse altri due campionati nazionali, una Coppa delle Alpi e una Coppa di Francia, fino al ritiro definitivo dall'attività agonistica, avvenuto nel 1987.

### Nazionale
Nel 1973 venne convocato dall'allenatore Ștefan Kovács come portiere di riserva della Nazionale maggiore, e ai Mondiali di Argentina 1978 ottenne il posto di titolare. Nella seconda partita del girone eliminatorio contro l'Argentina subì un incidente di gioco, urtando violentemente la schiena contro il palo di destra in una parata acrobatica, e dovette venire sostituito dalla riserva Dominique Baratelli. Dopo questo episodio non riconquistò più il posto di portiere titolare della Nazionale, venendogli preferito Dominique Dropsy.

### Dopo il ritiro
Dopo il ritiro Bertrand-Demanes ha abbandonato del tutto il mondo del calcio, e attualmente si occupa di una società immobiliare e di una di gestione patrimoniale.

## Statistiche

### Cronologia presenze e reti in nazionale
| Cronologia completa delle presenze e delle reti in nazionale ― Francia | Cronologia completa delle presenze e delle reti in nazionale ― Francia | Cronologia completa delle presenze e delle reti in nazionale ― Francia | Cronologia completa delle presenze e delle reti in nazionale ― Francia | Cronologia completa delle presenze e delle reti in nazionale ― Francia | Cronologia completa delle presenze e delle reti in nazionale ― Francia | Cronologia completa delle presenze e delle reti in nazionale ― Francia | Cronologia completa delle presenze e delle reti in nazionale ― Francia |
| Data                                                                   | Città                                                                  | In casa                                                                | Risultato                                                              | Ospiti                                                                 | Competizione                                                           | Reti                                                                   | Note                                                                   |
| ---------------------------------------------------------------------- | ---------------------------------------------------------------------- | ---------------------------------------------------------------------- | ---------------------------------------------------------------------- | ---------------------------------------------------------------------- | ---------------------------------------------------------------------- | ---------------------------------------------------------------------- | ---------------------------------------------------------------------- |
| 21-11-1973                                                             | Parigi                                                                 | Francia                                                                | 3 – 0                                                                  | Danimarca                                                              | Amichevole                                                             | -                                                                      |                                                                        |
| 23-3-1974                                                              | Parigi                                                                 | Francia                                                                | 2 – 0                                                                  | Romania                                                                | Amichevole                                                             | -                                                                      |                                                                        |
| 27-4-1974                                                              | Praga                                                                  | Cecoslovacchia                                                         | 3 – 3                                                                  | Francia                                                                | Amichevole                                                             | -                                                                      |                                                                        |
| 7-9-1974                                                               | Breslavia                                                              | Polonia                                                                | 0 – 2                                                                  | Francia                                                                | Amichevole                                                             | -                                                                      |                                                                        |
| 16-11-1974                                                             | Parigi                                                                 | Francia                                                                | 2 – 2                                                                  | Germania                                                               | Qual. Euro                                                             | -                                                                      |                                                                        |
| 27-3-1976                                                              | Parigi                                                                 | Francia                                                                | 2 – 2                                                                  | Cecoslovacchia                                                         | Amichevole                                                             | -                                                                      |                                                                        |
| 1-4-1978                                                               | Parigi                                                                 | Francia                                                                | 1 – 0                                                                  | Brasile                                                                | Amichevole                                                             | -                                                                      |                                                                        |
| 11-5-1978                                                              | Parigi                                                                 | Francia                                                                | 2 – 1                                                                  | Iran                                                                   | Amichevole                                                             | -                                                                      |                                                                        |
| 19-5-1978                                                              | Parigi                                                                 | Francia                                                                | 2 – 0                                                                  | Tunisia                                                                | Amichevole                                                             | -                                                                      |                                                                        |
| 2-6-1978                                                               | Mar del Plata                                                          | Italia                                                                 | 2 – 1                                                                  | Francia                                                                | Mondiali - 1978                                                        | -                                                                      |                                                                        |
| 6-6-1978                                                               | Buenos Aires                                                           | Argentina                                                              | 2 – 1                                                                  | Francia                                                                | Mondiali - 1978                                                        | -                                                                      |                                                                        |
| Totale                                                                 |                                                                        | Presenze                                                               | 11                                                                     |                                                                        | Reti                                                                   | -12                                                                    |                                                                        |

## Palmarès

### Giocatore

#### Club
- Campionato francese: 4

Nantes: 1972-1973, 1976-1977, 1979-1980, 1982-1983
- Coppa di Francia: 1

Nantes: 1978-1979
- Coppa delle Alpi: 1

Nantes: 1982